# Abraham Woyna
Abraham Woyna lub Wojna herbu Trąby (ur. 1569, zm. 14 kwietnia 1649 w Wilnie) – kanonik kapituły katedralnej wileńskiej w 1599 roku, kanclerz Akademii i Uniwersytetu Wileńskiego Towarzystwa Jezusowego w latach 1631-1649.

## Życiorys
Syn Szymona kasztelana mścisławskiego.
Od 25 maja 1611 biskup tytularny metoneński i sufragan wileński, od 20 lipca 1626 biskup żmudzki. W 1631 roku został biskupem wileńskim. Był członkiem konfederacji generalnej zawiązanej 16 lipca 1632 roku.
Był elektorem Władysława IV Wazy z województwa wileńskiego w 1632 roku. W 1633 roku został wyznaczony senatorem rezydentem. W 1635 roku został wyznaczony senatorem rezydentem. W 1641 roku wyznaczony został senatorem rezydentem.
W 1643 roku wyznaczony został senatorem rezydentem.